# باتیی-ان-پوزای
باتیی-ان-پوزای (به فرانسوی: Batilly-en-Puisaye) یک کمون (فرانسه) در فرانسه است که در canton of Briare واقع شده‌است. باتیی-ان-پوزای ۱۷٫۳۵ کیلومتر مربع مساحت دارد.